# فیدار
فیدار (به عربی: فيدار) یک منطقهٔ مسکونی در لبنان است که در شهرستان جبیل واقع شده‌است.
 فیدار   ۹۲۰ متر بالاتر از سطح دریا واقع شده‌است.